# 東海国
東海国（とうかいこく）は、後漢に設置された藩国。
後漢が成立すると、41年（建武17年）に東海公劉陽を東海王に封じ東海国が成立した。43年（建武19年）に劉陽が立太子されると、同時に廃太子された劉彊が東海王に封じられた。
220年（建安25年）に廃された。
| 初代  | 劉彊 | 東海恭王 | 43年 - 58年   |
| 第2代 | 劉政 | 東海靖王 | 58年 - 102年  |
| 第3代 | 劉粛 | 東海頃王 | 102年 - 125年 |
| 第4代 | 劉臻 | 東海孝王 | 125年 - 156年 |
| 第5代 | 劉祗 | 東海懿王 | 156年 - 200年 |
| 第6代 | 劉羨 | 崇徳侯   | 200年 - 220年 |